# Betriebshof R-2 Praga

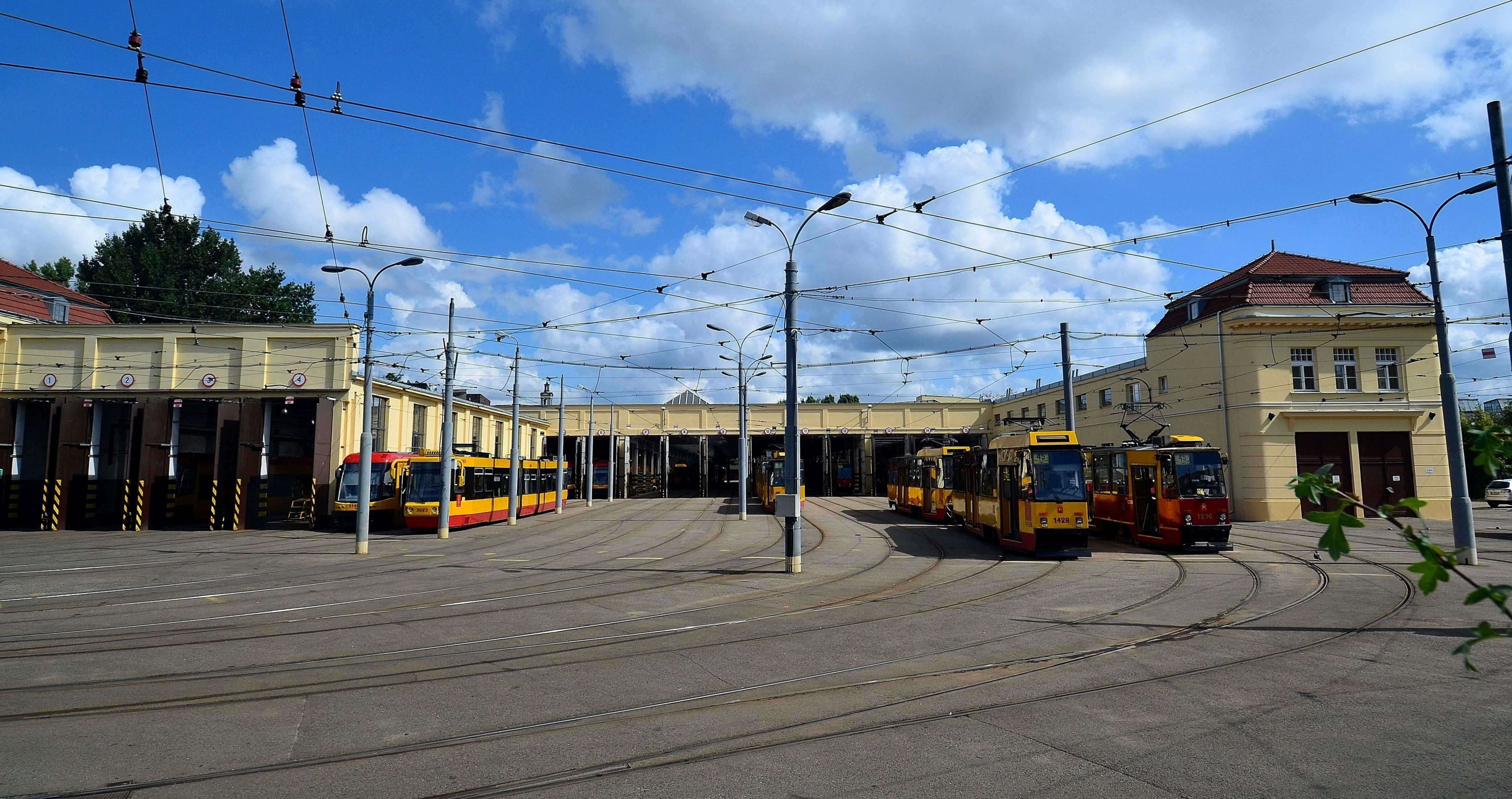
Westliche Frontseite mit Ausfahrt aus der Anlage, 2013

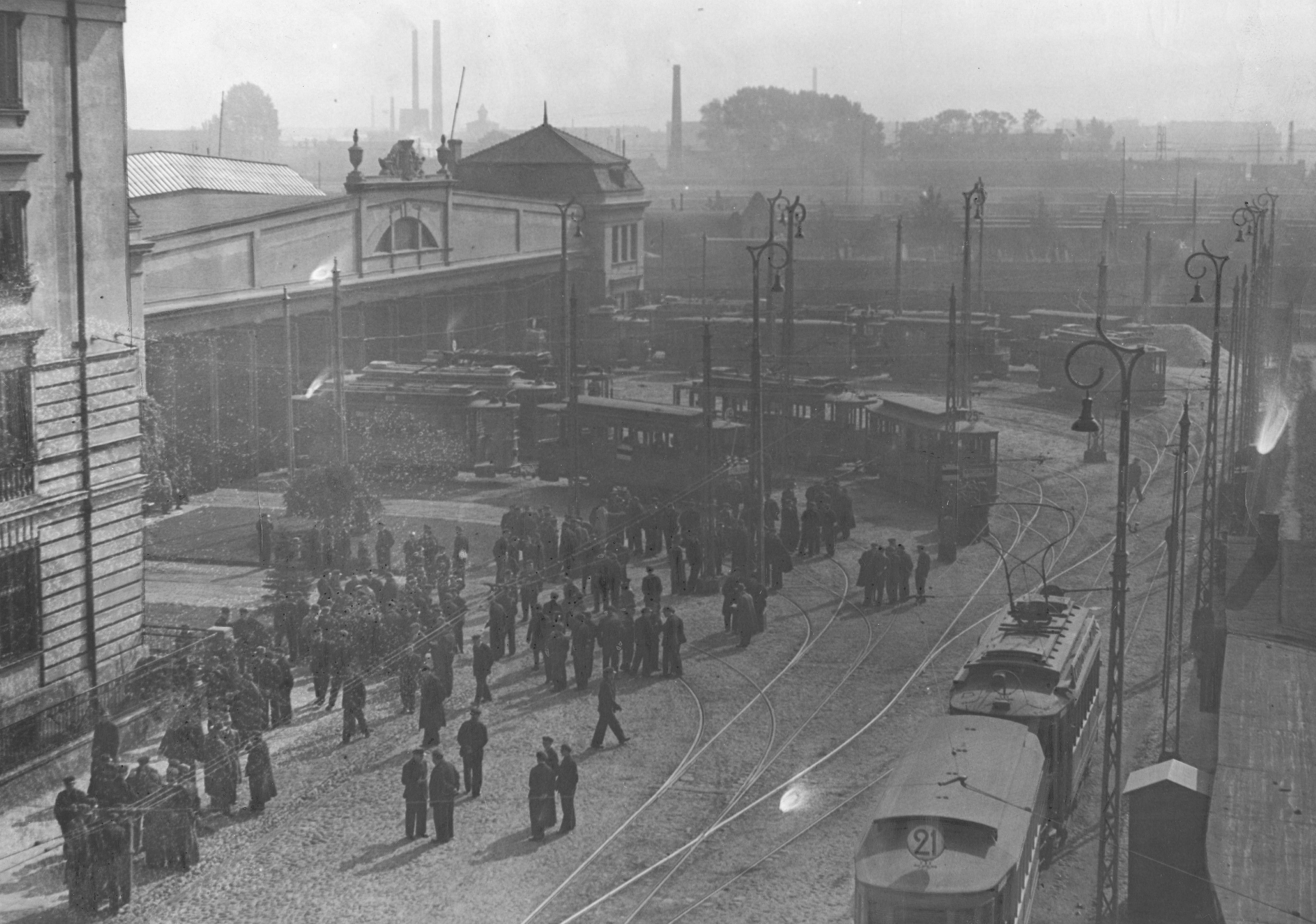
Einfahrt zum Depot auf der Ostseite, 1937

Der Betriebshof R-2 Praga ist ein Fahrzeugdepot der Straßenbahn Warschau in der Ulica Kawęczyńska 16 im Warschauer Stadtbezirk Praga-Północ.
Im Jahr 1913 hatte die Stadtverwaltung Grundstücke mehrerer Ziegeleibesitzer erworben, um an der Stelle einen Betriebshof zu errichten. Der Ausbruch des Ersten Weltkriegs verzögerte das Vorhaben. Im Juli 1923 wurde dann mit den Bauarbeiten begonnen; am 1. März 1925 erfolgte die Inbetriebnahme. Die damalige Stahlbeton-Halle war 158 Meter lang und 56 Meter breit. Die Höhe der Decke betrug bis zu 8,8 Metern, sie wurde von vier Säulenreihen getragen. 15 mit Werkstattgruben versehene Gleise hatten eine Aufnahmekapazität von 212 Wagen, womit die Anlage bis zum Zweiten Weltkrieg das größte Straßenbahndepot in Warschau war. Die Einfahrt lag auf der Westseite. Der Komplex beinhaltete auch ein 1926 eingeweihtes Verwaltungs- und Wohngebäude, das – wie auch die Halle – von dem Architekten Juliusz Dzierżanowski (1873–1943) entworfen worden war. Seit 1929 konnte das Depot nach Anlage einer zweiten Einfahrt auf der Ostseite durchfahren werden. In den 1930er Jahren konnten durch Finanzierung über eine Anleihe weitere Wohnhäuser für Straßenbahnmitarbeiter errichtet werden.
Am 24. September 1939 wurde das Gelände von Fliegerbomben getroffen, die Halle selbst blieb jedoch unbeschädigt. Nach Ausbruch des Warschauer Aufstandes war die Anlage zunächst von Aufständischen besetzt. Im Rahmen des Rückzuges deutscher Truppen aus den ostwärts der Weichsel liegenden Gebieten Warschaus wurden die Depothalle und das 1929 in Betrieb genommene Umspannwerk in Praga am 5. und am 13. September 1944 von Wehrmachtseinheiten gesprengt. Wegen Sprengstoffmangels blieb die Ostfassade der Halle erhalten. Fast das gesamte rollende Material wurde dabei zerstört. Der Wiederaufbau durch Angehörige des Straßenbahnbetriebs begann bereits am 14. September 1944. Am 20. Juni 1945 konnte die erste Straßenbahn wieder aus dem Depot ausfahren. 1946 entstand zunächst eine provisorische Halle; 1949 kam es zum Wiederaufbau der zerstörten Halle, die allerdings 70 Standplätze kleiner war als die alte. 1950 wurde die Spurweite von 1525 mm auf 1435 mm reduziert. 1964 erhielt das Depot seine aktuelle Bezeichnung, dem sich eine Modernisierung mit Erweiterung um 30 Stellplätze anschloss.
Am 27. Dezember 1995 erhielt das Depot die erste polnische Niederflur-Straßenbahn, eine Konstal 112N. Dem waren Anpassungsumbauten in der Halle vorangegangen. Seit dem Jahr 2001 befindet sich am Eingangstor des Depots eine Statue des Heiligen Christophorus – des Schutzpatrons von Fahrzeugführern. Die Figur wird nachts beleuchtet.
Im Jahr 2007 wurden die Depotparkhalle und das Verwaltungs- und Wohngebäude unter Denkmalschutz gestellt. Im Jahr 2017 gehörten zu den 150 Triebwagen im Bestand des Depots unter anderem 20 Konstal 105NGIII, 16 Konstal 105Nf, 26 Konstal 116Na/1, 30 Pesa Swing 120Na und 12 Pesa Jazz 12134N.